# Новоникитино (Октябрьский район)
Новоники́тино — село в Октябрьском районе Оренбургской области России. Административный центр Новоникитинского сельсовета.

## География
Село находится на севере центральной части Оренбургской области, в степной зоне, на левом берегу реки Большой Юшатырь, при автодороге Р240, на расстоянии примерно 3 км (по прямой) к востоку от села Октябрьское, административного центра района. Абсолютная высота — 133 м над уровнем моря.
Климат
Климат характеризуется как резко континентальный с продолжительной морозной зимой и относительно коротким жарким сухим летом. Среднегодовая температура составляет 3 °C. Средняя температура воздуха самого тёплого месяца (июля) — 26,9 °C (абсолютный максимум — 42 °C); самого холодного (января) — −13,3 °C (абсолютный минимум — −43 °C). Среднегодовое количество атмосферных осадков не превышает 350—400 мм.
Часовой пояс
Село Новоникитино, как и вся Оренбургская область, находится в часовой зоне МСК+2. Смещение применяемого времени относительно UTC составляет +5:00.

## Население
| 2010 |
| ---- |
| 804  |

Половой состав
По данным Всероссийской переписи населения 2010 года, в половой структуре населения мужчины составляли 52,4 %, женщины — соответственно 47,6 %.
Национальный состав
Согласно результатам переписи 2002 года, в национальной структуре населения русские составляли 64 % из 900 чел., казахи — 27 %.

## Улицы
| - ул. Молодёжная, - ул. Набережная, - ул. Новая, | - ул. Садовая, - ул. Советская, - ул. Школьная. |